# Euproctis basalis
Euproctis basalis är en fjärilsart som beskrevs av Moore 1879. Euproctis basalis ingår i släktet Euproctis och familjen tofsspinnare. Inga underarter finns listade i Catalogue of Life.